# Тятербаш
Тятерба́ш (чув. Тетерпуç, тат. Тәтербаш) — село в Стерлибашевском районе Башкортостана, входит в состав Стерлибашевского сельсовета.

## История
Население села мигрировало из Чувашии примерно в XVII веке и изначально обосновалось в Артюховской волости Белебеевского уезда Оренбургской губернии (ныне Стерлибашевский район Республики Башкортостан), около 3—4 километров от села Смородиновка, во владениях питерского помещика, недалеко от несуществующего ныне села Барановка.
Ранее село являлось деревней Тятербашево.
Деревня Тятерьбаш (название писалось именно с мягким знаком) вошла в состав Артюховской волости Стерлитамакского уезда Уфимской губернии.
С 2005 по 2008 годы село являлось административным центром Турмаевского сельсовета.
Закон «О внесении изменений в административно-территориальное устройство Республики Башкортостан в связи с образованием, объединением, упразднением и изменением статуса населенных пунктов, переносом административных центров» от 20 июля 2005 года, N 211-з гласил: 

10. Перенести административные центры следующих сельсоветов:
7) Турмаевского сельсовета Стерлибашевского района из села Турмаево в село Тятербаш;

## Версии происхождения деревни

### Версия первая
Был пожар и вся деревня сгорела. Жители села не захотели строиться на пепелище и решили переселиться.
Этой версии придерживается некоторая часть жителей села Тятербаш, которая утверждает, что в тот год лето выдалось жарким и большая часть населения села была на сенокосе и не могла участвовать в тушении пожара. Когда люди вернулись с сенокоса, вместо своих домов они увидели лишь пепелище. Поскольку по старому чувашскому поверью, на месте пепелища строиться нельзя, люди решили переехать на новое место.
В настоящее время документальных подтверждений данной версии нет. 

### Версия вторая
Согласно другой версии, находящееся рядом со старым местом расположения села Тятербаш, село Васильевка было крупным православным центром, но во времена социализма перестало существовать. Рядом также находилась деревня Барановка, в середине 80-х годов XX века она доживала свои последние дни и состояла из 3 дворов, но затем она перестала существовать.
В настоящее время в Васильевке ведётся восстановление сохранившейся церкви, которая долгое время была местом паломничества туристов и просто любопытствующих. Планируется создание мужского монастыря.

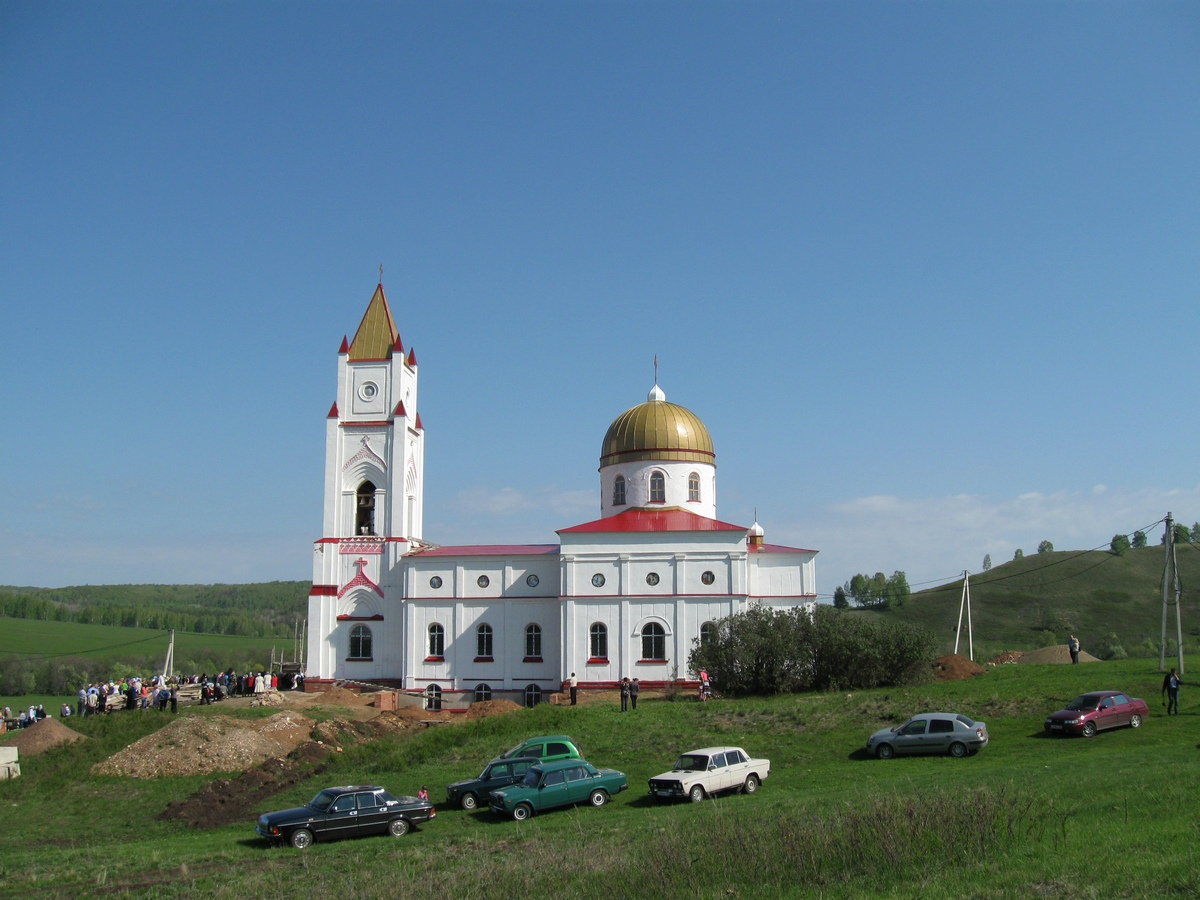
Восстанавливаемый храм в селе Васильевка. Планируется строительство мужского монастыря

Многие жители села Тятербашево приняли православие именно благодаря соседству с этим селом.
Жители села не разговаривали на русском языке, но своевременно собирали арендную плату и передавали её управляющему. Хитрый и алчный управляющий присвоил деньги, а помещику сказал, что жители отказываются платить. Помещик прогнал их со своей земли.
Отказавшись повторно платить арендную плату, Тятербашевцы перебрались на территорию нынешнего Стерлибашевского района и основали два поселения, расположенные недалеко друг от друга: Тятербашево и Калиновка. Калиновка просуществовала до 1957 года.
В 50-е годы XX века села были объединены. В начале XXI века село было переименовано в Тятербаш.
Данная версия также не имеет документального подтверждения.

## Население
| 2002 | 2009 | 2010 |
| ---- | ---- | ---- |
| 456  | ↘413 | ↘331 |

Национальный состав
Согласно переписи 2002 года, преобладающая национальность — чуваши (91 %). 

## Географическое положение
Расстояние до:
- районного центра (Стерлибашево): 11 км,
- центра сельсовета (Стерлибашево): 11 км,
- ближайшей ж/д станции (Стерлитамак): 65 км.

## Природа
Тятербаш с трех сторон окружен Чувашским лесом (согласно топографической карты Республики Башкортостан и данных Яндекс.Карты), в котором в изобилии произрастают береза, дуб, липа, осина, орешник.
Через деревню проходят две речки: Кайракла и Большая Кайракла, притоки реки Стерля.

## Религия
Вероисповедание: православные, мусульмане, атеисты.

## Инфраструктура
- Детский сад и дом культуры в здании бывшей школы.
- Православный храм в бывшем здании сельсовета.
- Продовольственный магазин.